# Steven Crowder
Steven Crowder (n. 7 iulie 1987, Grosse Pointe⁠(d), Michigan, SUA) este un comentator, actor și comedian politic conservator american–canadian. El este gazda show-ului Louder with Crowder – podcast care acoperă un domeniu larg de știri, cultură pop și politică, difuzat pe YouTube și pe serviciul de streaming CRTV⁠(d) de pe Conservatory Review, LouderWithCrowder.com, Facebook, SoundCloud, iTunes și radioul terestru. Crowder este, de asemenea, un fost contribuitor la Fox News, un oaspete obișnuit al show-ului TheBlaze, și a apărut frecvent la The Glenn Beck Program și la The Dana Show.
Crowder este, de asemenea, un popular YouTuber, canalul său cu un conținut conservator (dreapta politică), având peste 4 milioane de abonați (în august 2019). Printre cele mai cunoscute segmente ale canalului său se numără „Change My Mind” (clipuri video  realizate pe domeniul public, în care Crowder provoacă trecătorii să încerce să îi schimbe poziția față de subiecte precum avortul, socialismul, teoriile de gen și politica armelor de foc⁠(d)), „Debunked” (Crowder demontând diverse argumente sau analizând critic discursuri, documente legislative etc.) sau investigațiile sub acoperire (la marșuri „Antifa”, în clinici unde se realizează avorturi etc.). 

## Legături externe
- Site web
- Canal YouTube
- Cont pe Twitter
- Cont pe Facebook